# 東波美拉尼亞
东波美拉尼亚（波蘭語：Pomorze Wschodnie），也称为格但斯克波美拉尼亚（英語：Gdańsk Pomerania）和波美雷利亚/波热雷利亚（英語：Pomerelia），是一个历史地域名称，亦即波美拉尼亚东部、波兰北部。
波美拉尼亚人的主要族群是卡舒比人，他们说卡舒比语，这是波美拉尼亚语的方言之一。他们组成了卡舒比-波美拉尼亚协会。

## 名称
在波兰语中，自中世纪早期以来，该地区就被称为波美拉尼亚（波兰语：Pomorze）。14世纪初，条顿骑士团入侵并吞并了该地区，将其纳入其修道院国家，和东普鲁士连成了一体。由于条顿人统治的结果，在德语中，「普鲁士地区」的名称也扩展到了被吞并的波兰领土，如维斯瓦河流域和东波美拉尼亚，尽管这里居住的从来不是波罗的海普鲁士人，而是斯拉夫波兰人。
1466年（第二次托伦条约）后该地区与波兰重新合并，有两个名称用来指代该地区：波美拉尼亚，用于指代波美拉尼亚省（也即格但斯克波美拉尼亚）；以及海乌姆诺（波兰语：Województwo Chełmińskie），德语称库尔姆兰（德语：Kulmerland）。而「皇家普鲁士」则用作更广泛的省的名称，「皇家普鲁士」还包括马尔堡省和瓦尔米亚亲王主教辖区，涵盖普鲁士历史地区波美萨尼亚、波格萨尼亚和瓦尔米亚，这是该省唯一实际的普鲁士领土。
18世纪三次瓜分波兰后，该地区被普鲁士王国吞并，并成为新成立的西普鲁士省的一部分，普鲁士或德国当局在与该地区有关时避免使用波美拉尼亚这个名称。
在普鲁士王国和后来的德意志帝国之外，至少从18世纪开始，该地区就被称为波兰波美拉尼亚（Pomorze Polskie），以区别于西波美拉尼亚和远波美拉尼亚，后者是长期不受波兰统治的领土，且東波美拉尼亞的人口以非德意志人为主。在19世纪末，这个术语被用来强调波兰对当时由德意志普鲁士王国统治的地区的主权要求。第二次世界大战后，远波美拉尼亚和近波美拉尼亚的一小部分也作为从德国收回的领土的一部分转移到波兰，波兰因而取得了「波兰波美拉尼亞」以及后波美拉尼亞全部。德国仅存前波美拉尼亞半部，今属梅前州。

### 文献
1. ↑  James Boswell, The Scots Magazine, t. 35, Edinburgh 1773, p 687 Google Books （页面存档备份，存于）, The Magazine of Magazines t. 13, Limerick 1757 p. 158 Google Books （页面存档备份，存于）, John Mottley, The history of the life of Peter I., emperor of Russia, London 1739, p. 89 Google Books （页面存档备份，存于）, The Universal Magazine, t. 20, London 1757, p. 50 Google Books